# Minuartia rupestris
Minuartia rupestris är en nejlikväxtart. Minuartia rupestris ingår i släktet nörlar, och familjen nejlikväxter.

## Underarter
Arten delas in i följande underarter:
- M. r. clementei
- M. r. rupestris

## Bildgalleri

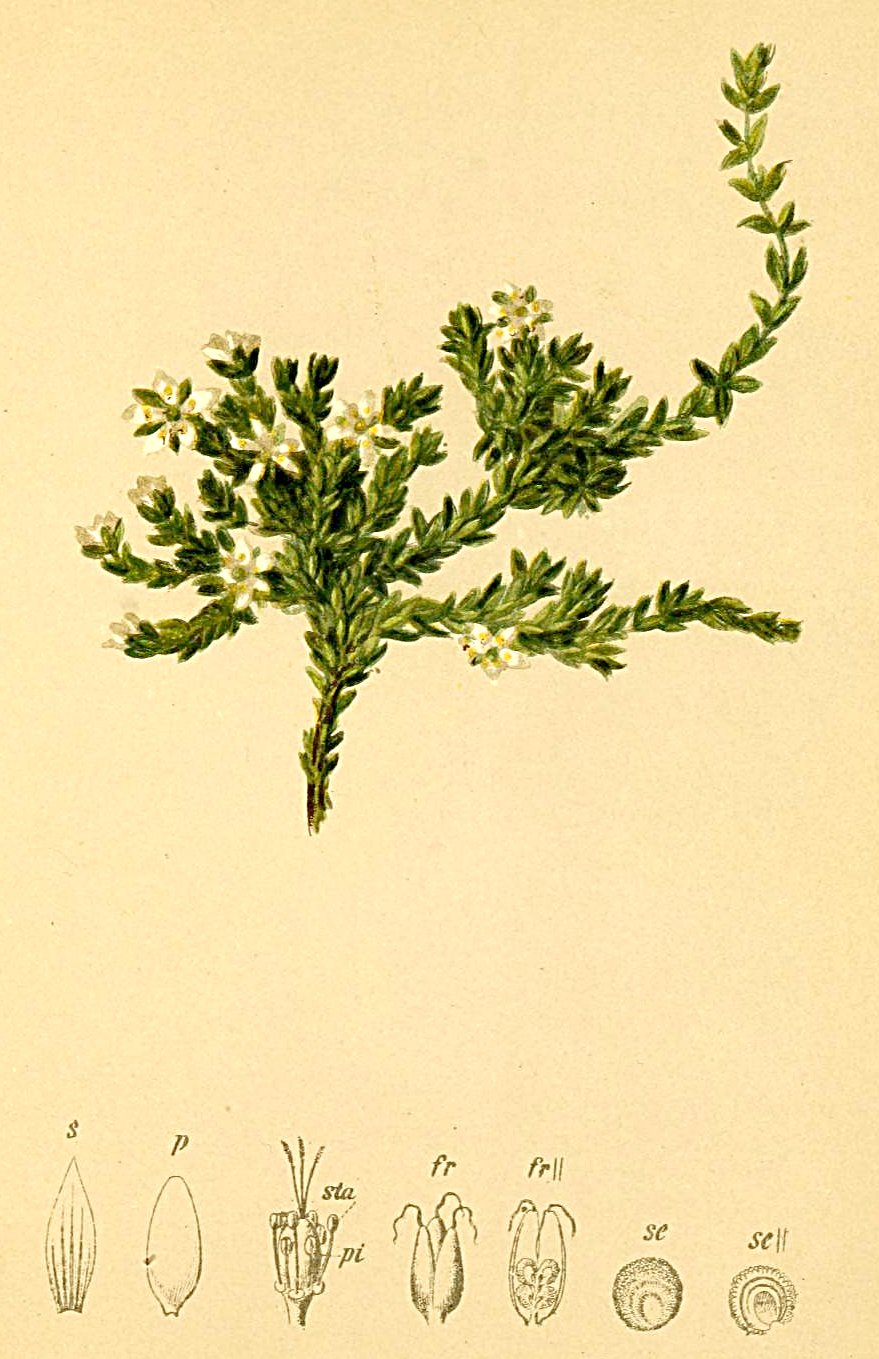